# Ilja Samsonov
Ilja Alexejevič Samsonov (rusky Илья Алексеевич Самсонов; * 22. února 1997 v Magnitogorsku) je ruský hokejový brankář hrající za tým Vegas Golden Knights v NHL.

## Kariéra

### Začátky v Rusku
193 cm vysoký brankář z Magnitogorsku začínal s hokejem v tamním klubu Metallurg Magnitogorsk. V juniorském věku začínal chytat za juniorský tým Stalnje Lisj, který patří pod Metallurg Magnitogorsk. První ostrý start mezi dospělé se uskutečnil 12. listopadu 2014 a nedopadl pro Samsonova příliš dobře, v zápase odchytal 21 minut, během kterých inkasoval dvě branky z pouhých čtyř střel. Sezonu tak dokončil v juniorském týmu. V létě 2015 byl vybrán ve vstupním draftu NHL hned v prvním kole, vybral si ho tým Washington Capitals z 22. místa. Další příležitost dostal v následující sezoně, jasnou jedničkou byl zkušený ruský brankář Vasilij Košečkin a na pozici náhradníka se právě posunul Samsonov, který měl teprve osmnáct let. V osmém utkání proti Amuru Chabarovsk zneškodnil všech 30 střel, připsal si tak první nulu v KHL. V ročníku dokonce zasáhl v důležitých zápasech playoff a přispěl svými výkony k týmovému zisku Gagarinova poháru. V bráně dostal víc příležitostí i v dalším ročníku, taktéž zasahoval v playoff, ale tentokrát jeho klub neuspěl ve finále. Čtvrtý ročník v Metallurgu Magnitogorsk dostal stejnou důvěru jako dlouholetá jednička klubu Vasilij Košečkin. Jenom tito dva brankáři odchytali zápasy za Magnitogorsk, další náhradníci pouze sledovali zápasy na střídačce.

### Washington Capitals
První příležitost do zámořské soutěže dostal v létě 2018. Jeho hráčská práva vlastnila Washington Capitals, kteří si jej vybrali z draftu. Konkurence v brankovišti nebyla zase tak velká. Po odchodu německého brankáře Philippa Grubauera, který zastával funkci druhého brankáře Capitals. Dlouholetá jednička v bráně byl Braden Holtby a jeho náhradníkem pro ročník 2018/19 se stal Pheonix Copley. Samsonov byl proto poslán na jejich farmu v Hershey Bears. V bráně se střídal s českým brankářem Vítkem Vaněčkem. Pro následující ročník Samsonov působil jako náhradní brankář Holtbyho, třetím náhradním brankářem se stal Vaněček, který měl lepší statistiky z předešlé sezony. Holtbyho klesající se výkon znamenala příležitost pro Samsonova. 4. října 2019 odchytal první utkání v nejprestižnější hokejové lize NHL, proti New York Islanders předvedl 26 zákroků, za svá záda pustil jednu branku a to obránci Devonu Toewsovi. V ročníku 2019/20 nastoupil k 26 zápasům, 13. ledna 2020 vychytal svou první nulu v NHL, předvedl 23 zákroků. Po postupu týmu do playoff se Samsonov nepřipojil k týmu kvůli zranění způsobeném na čtyřkolce. Po ukončení ročníku 2020/21 vedení Capitals už nepočítalo se službami Holtbyho. Na začátku října 2020 do klubu přišel zkušený švédský brankář Henrik Lundqvist, který vytvoří v bráně duo Lundqvist-Samsonov. Ještě před startem nového ročníku 2020/21 oznámil Lundqvist, že nenastoupí do nadcházející sezony ze zdravotních důvodů. Náhradu za Lundqvist byl americký brankář Craig Anderson, který přišel do klubu na zkoušku.
Vstup do nové sezony 2020/21 nastoupil do brankoviště jako jednička, ve dvou zápasech měl slabší úspěšnost zákroků. Sotva týden uplynul po startu soutěže, se ruští hráči Alexandr Ovečkin, Dmitrij Orlov, Jevgenij Kuzněcov a Ilja Samsonov sešli v hotelovém pokoji bez roušek. Zpřísněná pravidla NHL kvůli pandemie covidu-19 tohle zakazovala a kvůli jejím porušením musel klub zaplatit pokutu ve výši 100 000 amerických dolarů a zákaz na několik zápasů včetně tréninku. Po skončení zákazů se Samsonov nevrátil do brankoviště Capitals, jeho místo zaujal český brankář Vítek Vaněček a náhradník Craig Anderson. Byl proto poslán na farmu do Hershey Bears, kde před dvěma roky působil. Na konci února 2021 se vrátil do brankoviště Capitals a vychytal výhru 3:2 nad New Jersey Devils. Kvůli svým průšvihům byl odstaven z hlavní sestavy pro playoff, nečekaně se ale dostal do brankoviště a dochytal playoff, Vaněček coby jednička v bráně se ve druhém utkání zranil a Craig Anderson zůstal v roli náhradního brankáře. Samsonov dostal důvěru v bráně až ve třetí sérii a to i přes to, že dostal v prodloužení laciný gol od útočníka Craiga Smith. Kapitán Alexandr Ovečkin silnými emocemi neustál, přerazil hokejku o mantinel a vynadal právě Samsonovovi.
9. srpna 2021 s Washingtonem Capitals prodloužil smlouvu o následující rok, ve kterém si vydělá dva miliony dolarů. V ročníku 2021/22 se o post brankářské jedničky opět dělil s českým brankářem Vítkem Vaněčkem. Samsonova forma klesala, jeho podprůměrné výkony a úspěšnost zákroku bylo pod 90%. Do brány se dostali i náhradníci z farmy Hershey Bears a před uzávěrkou přestupů se spekulovalo o příchodu Marca-Andrého Fleuryho. V play off dostal důvěru Vaněček ale ve druhém zápasu byl po pěti brankami střídán Samsonovem, ze 17. střel žádnou nepustil přesto prohráli 1:5. Zbytek série dochytal Samsonov. Vedení klubu chtělo mít jasnou brankářskou jedničku a rozhodli se pro razantní krok. Nejprve vyměnili jeho parťáka Vaněčka do New Jersey Devils  a do týmu přivedli kanadského brankáře z Colorada Darcy Kuemper. Dále k týmu přišel americký brankář Charlie Lindgren ze St. Louis a pro Samsonova nezbylo místo.

### Toronto Maple Leafs
13. července 2022 podepsal jednoletou smlouvu s týmem Toronto Maple Leafs v hodnotě 1,8 milionů dolarů. Do týmu přichází jako brankář číslo dvě, jedničkou v brance je Matt Murray, který přišel z Ottawa Senators. Do prvního zápasu proti Montreal Canadiens se do branky postavil Matt Murray, který inkasoval čtyři branky. Pro Samsonova se naskytla příležitost do dalšího zápasu a proti svému bývalému týmu Washington Capitals pustil pouze dvě branky z 26 střel. V následujících zápasech získal důvěru od trenéra a nastupuje na post jedničky. Do čtvrtého zápasů byl povolán z farmy třetí brankář Erik Källgren, v zápase obdržel čtyři branky z pouhých osmnácti střel od Arizony Coyotes, který se pohyboval na spodní části tabulky. Matt Murray často trápilo zranění, proto se Samsonov posunul do role brankářské jedničky, výkonnostně šel nahoru a na konci základní části skončil ve statistikách brankářů na čtvrtém místě. Před playoff se zranil v zápase proti Detroitu Murray, který utrpěl otřes mozku.  V prvním kole playoff podržel tým a postoupili přes Tampa Bay Lightning 4:2 na zápasy. Zvrat přišel v jednom z utkání, ve kterém se zranil a nemohl do dalších zápasů nastoupit v plné síle. Do branky proto nastupoval náhradník Joseph Woll, který odchytával druhé kolo proti Florida Panthers. Toronto posléze zapsal Samsonova na listinu zraněných hráčů, na střídačku se posadil po otřesu mozku Murray. Přes Floridu Panthers se neprobojovali dále a týmu skončila sezona.
V létě 2023 skončila Samsonovovi smlouva a s Torontem se nemohli dohodnout na prodloužení, nakonec vše skončilo v arbitráži, po které byla udělena smlouva na jeden rok v hodnotě 3,55 milionu dolarů.  Start do nového ročníku 2023-24 se Samsonovovi moc nevydařil, po dvanácti zápasech se do brány dostal sedmkrát a bilancoval až podprůměrných statistik, stejně zápasů odchytal jeho kolega Joseph Woll, který naopak vyniká.  Samsonov vynechal pár zápasů kvůli nemoci, trenér Sheldon Keefe povolal z farmy náhraního brankáře Martina Jonese. 7. prosince 2023 v zápase proti Ottawě Senators se v polovině třetí třetiny zranil Joseph Woll. Joseph Woll si poranil levou nohu a byl zapsán na listinu zraněných hráčů, Samsonov se vrátil na soupisku Maple Leafs do role brankářské jedničky. Proti Nashville Predators vychytal všech 18 střel soupeře a poprvé v sezoně udržel čisté konto. V následujících zápasech se mu opět nedařilo a příležitost dostal náhradník Martin Jones.
Poslední tečkou trpělivosti organizace Maple Leafs bylo poslední utkání v roce 2023 proti Columbusu Blue Jackets, do brány byl poslán Samsonov, který odchytal celý zápas ale z 21 střel pokryl pouze 15. Zápas skončil prohrou 5:6 po prodloužení a ostrou kritiku byla právě na ruského brankáře Samsonova. Novinář portálu The Athletic Jonas Siegel označil ruského brankáře za hodně špatné výkony musí Samsonova na delší čas vyhodit z brány. Statisticky byl na konci roku s 86.2 % úspěšností zákroku na předposledním místě, horší byl pouze finský brankář Antti Raanta s 85.5 %. V historickém hledáčku Toronta Maple Leafs je nejhorším brankářem od roku 1989 po prvních 15 odchytaných zápasech, horšími čísli se datuje v sezoně 1989-90 kanadský brankář Allan Bester.  1. ledna 2024 se vedení klubu rozhodlo umístit Samsonova na trh s volnými hráči, žádný s klubů neměl zájem a po 24 hodinách poputoval na farmu v Toronto Marlies.  Za Toronto Marlies nenastoupil k žádnemu zápasu ani jako náhradní brankář, deset dnů byl odstaven od hlavního týmu Toronto Maple Leafs. 10. ledna 2024 byl povolán zpět do kádru Maple Leafs, opačným směrem putuje švédský mladík Dennis Hildeby, který právě nahradil na krátkou chvíli Samsonova na pozici brankářské dvojky. 
15. ledna 2024, po šestnácti dnech byl postaven do brány proti Detroit Red Wings, jeho parťák Martin Jones po sedmi zápasech dostal volno. V zápase inkasoval tři branky z 23 střel a jeho tým prohrál 2:4. Ve statistikách v úspěšnosti zákroků se propadl na poslední místo. Na začátku března se vrátil do sestavy uzdravený brankář Joseph Woll, který 1. března 2024 nastoupil do brány Leafs proti Arizona Coyotes, Samsonov setrval v týmu jako náhradní brankář. Do konce základní části se posunula jeho statistika a výkonnost směrem nahoru a důvěru na první zápasy v playoff dostal důvěru před Wollem. Proti Bostonu Bruins muselo rozhodnout až sedmý rozhodující zápas, ve kterém padli 1:2 po prodloužení. Samosonov odchytal v playoff celkem pět zápasů.

### Vegas Golden Knights
1. července 2024 se stal Samsonov volným hráčem, hned první den se upsal na jeden rok týmu Vegas Golden Knights v hodnotě 1,8 milionu dolarů. Klub Vegas Golden Knights neprodloužilo smlouvu českému brankáři Jiřímu Paterovi a kanadskému brankáři Loganu Thompsonovi. Švédská brankářská jednička Robin Lehner je dlouhodobě zraněný a klub bude sázet na brankářskou dvojící Adin Hill a Ilja Samsonov. Adin Hill se stal jedničkou pro ročník 2024/25, Samsonov jako dvojka odchytal 29 zápasů s bilancí 2.82 průměru obdržených branek na zápas a s úspěšností 89.1 %. V závěru sezony trápilo Samsonova zranění v horní části těla, z farmy stáhli náhradního brankáře Akiru Schmida, který v závěru základní části odchytal čtyři zápasy. Do playoff proti Minnesotě Wild ani jednou nebyl zapsán na soupisku, do zápasu vstoupil do brány Adin Hill a náhradníkem byl Akira Schmid.

### Reprezentace
Samsonov reprezentoval svou vlast i v mládí, zúčastnil se akce světového poháru pro 17leté o rok později ve významnější soutěži Mistrovství světa v ledním hokeji do 18 let v roce 2015. V Mistrovství světa do 18 let odchytal tři zápasy, po skončení turnaje byl vyhlášen nejlepším brankářem. Poslední významný turnaj pro mladistvé je Mistrovství světa juniorů v ledním hokeji, ve kterém reprezentoval Rusko dvakrát. V roce 2016 byl náhradním brankářem pro Alexandra Georgijeva. Příležitost dostal v zápase proti Bělorusku, ve kterém inkasoval jednu branku z osmnácti střel. Druhou příležitost dostal v semifinále, ve kterém Rusové postoupili po výhře 2:1 proti USA, z 27 střel inkasoval jednu. Finále proti Finsku sledoval ze střídačky, zápas prohráli po prodloužení ale získali stříbrné medaile. Po skvělém vstupu do soutěže v KHL dostal hlavní roli v brankovišti pro turnaj Mistrovství světa juniorů 2017. Druhého brankáře Vladislava Suchačova pustil do brány pouze na jediné utkání. Ani ve druhém turnaji se Samsonov nedočkal zlaté medaile, Rusové v turnaji skončili na třetí, bronzové příčce. Po skončení turnaje byl zvolen do All Stars týmu.
Poprvé do seniorské reprezentace nakoukl v turnaji Sweden Hockey Games v roce 2017, hlavní trenér ruské reprezentace Oļegs Znaroks se rozhodl nominovat na tento turnaj spoustu nováčků, včetně brankáře Samsonova. Až ve třetím posledním zápase dostal příležitost postavit se do branky. Soupeřem byla česká hokejová reprezentace, proti které dokázal vychytat vítězství 4:2. Z 29 střel pustil za svá záda dvě.

## Zajímavosti
Při svém prvním startu v seniorské reprezentaci v turnaji Sweden Hockey Games odchytal proti české reprezentaci celý zápas. První branku obdržel od českého útočníka Radana Lence, pro kterého to byla první branka v reprezentaci.

## Ocenění a úspěchy
- 2015 MS-18 - Nejlepší brankář
- 2015 MS-18 - Top 3 hráč v týmu
- 2017 MSJ - All-Star Tým
- 2017 MSJ - Top 3 hráč v týmu

## Prvenství

### KHL
- Debut - 12. listopadu 2014 (HK Sibir Novosibirsk proti Metallurg Magnitogorsk)
- První čisté konto - 26. října 2015 (Metallurg Magnitogorsk proti Amur Chabarovsk)

### NHL
- Debut - 4. října 2019 (New York Islanders proti Washington Capitals)
- První inkasovaný gól - 4. října 2019 (New York Islanders proti Washington Capitals, kanadským obráncem Devon Toews)
- První čisté konto - 13. ledna 2020 (Washington Capitals proti Carolina Hurricanes)

## Klubová statistika

### Základní části
| Sezona       | Tým                    | Liga         | Z   | V   | P  | Pvp | MIN    | OG  | ČK | POG  | %ChS |
| ------------ | ---------------------- | ------------ | --- | --- | -- | --- | ------ | --- | -- | ---- | ---- |
| 2014–15      | Stalnye Lisy           | MHL          | 18  | 11  | 4  | 1   | 1039   | 46  | 2  | 2.66 | 90.8 |
| 2014–15      | Metallurg Magnitogorsk | KHL          | 1   | 0   | 0  | 0   | 21     | 2   | 0  | 5.50 | 50.0 |
| 2015–16      | Stalnje Lisj           | MHL          | 5   | 5   | 0  | 0   | 300    | 9   | 1  | 1.80 | 93.5 |
| 2015–16      | Metallurg Magnitogorsk | KHL          | 19  | 6   | 4  | 3   | 853    | 29  | 2  | 2.04 | 92.5 |
| 2016–17      | Metallurg Magnitogorsk | KHL          | 27  | 15  | 3  | 5   | 1127   | 40  | 2  | 2.13 | 93.6 |
| 2017–18      | Metallurg Magnitogorsk | KHL          | 26  | 12  | 9  | 1   | 1325   | 51  | 3  | 2.31 | 92.6 |
| 2018–19      | Hershey Bears          | AHL          | 37  | 20  | 14 | 2   | 2202   | 99  | 3  | 2.70 | 89.8 |
| 2019–20      | Washington Capitals    | NHL          | 26  | 16  | 6  | 2   | 1412   | 60  | 1  | 2.55 | 91.3 |
| 2020–21      | Washington Capitals    | NHL          | 19  | 13  | 4  | 1   | 1093   | 49  | 2  | 2.69 | 90.2 |
| 2020–21      | Hershey Bears          | AHL          | 4   | 2   | 1  | 1   | 240    | 13  | 0  | 3.25 | 86.9 |
| 2021–22      | Washington Capitals    | NHL          | 44  | 23  | 12 | 5   | 2361   | 119 | 3  | 3.02 | 89.6 |
| 2022–23      | Toronto Maple Leafs    | NHL          | 42  | 27  | 10 | 5   | 2476   | 96  | 4  | 2.33 | 91.9 |
| 2023–24      | Toronto Maple Leafs    | NHL          | 40  | 23  | 7  | 8   | 2301   | 120 | 3  | 3.13 | 89.0 |
| 2024–25      | Vegas Golden Knights   | NHL          | 29  | 16  | 9  | 4   | 1746   | 82  | 2  | 2.82 | 89.1 |
| Celkem v KHL | Celkem v KHL           | Celkem v KHL | 73  | 33  | 16 | 9   | 3,327  | 122 | 7  | 2.20 | 92.9 |
| Celkem v NHL | Celkem v NHL           | Celkem v NHL | 200 | 118 | 48 | 25  | 11,388 | 526 | 15 | 2.77 | 90.2 |

### Play-off
| Sezona       | Tým                    | Liga         | Z  | V | P  | MIN  | OG | ČK | POG  | %ChS |
| ------------ | ---------------------- | ------------ | -- | - | -- | ---- | -- | -- | ---- | ---- |
| 2014–15      | Stalnje Lisj           | MHL          | 2  | 1 | 1  | 127  | 6  | 0  | 2.83 | 93.7 |
| 2015–16      | Stalnje Lisj           | MHL          | 1  | 0 | 1  | 63   | 3  | 0  | 2.82 | 87.5 |
| 2015–16      | Metallurg Magnitogorsk | KHL          | 6  | 2 | 2  | 263  | 10 | 0  | 2.28 | 91.6 |
| 2016–17      | Metallurg Magnitogorsk | KHL          | 3  | 1 | 0  | 93   | 2  | 0  | 1.28 | 94.9 |
| 2017–18      | Metallurg Magnitogorsk | KHL          | 5  | 1 | 2  | 234  | 9  | 0  | 2.30 | 91.3 |
| 2018–19      | Hershey Bears          | AHL          | 5  | 2 | 3  | 342  | 17 | 0  | 2.99 | 89.7 |
| 2020–21      | Washington Capitals    | NHL          | 3  | 0 | 3  | 201  | 10 | 0  | 2.99 | 89.9 |
| 2021–22      | Washington Capitals    | NHL          | 5  | 1 | 3  | 263  | 13 | 0  | 2.97 | 91.2 |
| 2022–23      | Toronto Maple Leafs    | NHL          | 9  | 4 | 4  | 499  | 26 | 0  | 3.13 | 89.8 |
| 2023–24      | Toronto Maple Leafs    | NHL          | 5  | 1 | 4  | 279  | 14 | 0  | 3.01 | 89.6 |
| Celkem v KHL | Celkem v KHL           | Celkem v KHL | 14 | 4 | 4  | 590  | 21 | 0  | 2.13 | 92.0 |
| Celkem v NHL | Celkem v NHL           | Celkem v NHL | 22 | 6 | 14 | 1241 | 63 | 0  | 3.05 | 90.1 |

### Reprezentace
| Rok                    | Tým                    | Soutěž                 | Z  | V | P | R | MIN | OG | ČK | POG  | %ChS |
| ---------------------- | ---------------------- | ---------------------- | -- | - | - | - | --- | -- | -- | ---- | ---- |
| 2014                   | Rusko 17               | SP-17                  | 3  | 1 | 2 | 0 | 179 | 17 | 0  | 5.71 | 88.7 |
| 2015                   | Rusko 18               | MS-18                  | 3  | 2 | 1 | 0 | 180 | 8  | 0  | 2.67 | 93.4 |
| 2016                   | Rusko 20               | MSJ                    | 2  | 2 | 0 | 0 | 120 | 2  | 0  | 1.00 | 95.6 |
| 2017                   | Rusko 20               | MSJ                    | 6  | 3 | 3 | 0 | 370 | 13 | 2  | 2.11 | 93.0 |
| Juniorská reprezentace | Juniorská reprezentace | Juniorská reprezentace | 14 | 8 | 6 | 0 | 849 | 40 | 2  | 2.83 | 92.5 |

Legenda
- Z - Odehrané zápasy (Zápasy)
- V - Počet vyhraných zápasů (Vítězství)
- P - Počet prohraných zápasů (Porážky)
- R/PVP - Počet remíz respektive porážek v prodloužení zápasů (Remízy/Porážky v prodloužení)
- MIN - Počet odchytaných minut (Minuty)
- OG - Počet obdržených branek (Obdržené góly)
- ČK - Počet vychytaných čistých kont (Čistá konta)
- POG - Počet obdržených branek (Počet obdržených gólů)
- G - Počet vstřelených branek (Góly)
- A - Počet přihrávek na branku (Asistence)
- %CHS - % chycených střel (% chycených střel)